# Finlandia na Zimowych Igrzyskach Olimpijskich 1968
Finlandię na Zimowych Igrzyskach Olimpijskich 1968 reprezentowało 52 zawodników: 44 mężczyzn i osiem kobiet. Był to dziesiąty start reprezentacji Finlandii na zimowych igrzyskach olimpijskich.

## Zdobyte medale
| Medal  | Zawodnik                                                          | Dyscyplina          | Konkurencja                 | Rezultat    |
| ------ | ----------------------------------------------------------------- | ------------------- | --------------------------- | ----------- |
| Złoto  | Kaija Mustonen                                                    | Łyżwiarstwo szybkie | Bieg na 1500 m kobiet       | 2:22,4 min  |
| Srebro | Eero Mäntyranta                                                   | Biegi narciarskie   | Bieg na 15 km mężczyzn      | 47:56,1 min |
| Srebro | Kaija Mustonen                                                    | Łyżwiarstwo szybkie | Bieg na 3000 m kobiet       | 5:01,0 min  |
| Brąz   | Eero Mäntyranta                                                   | Biegi narciarskie   | Bieg na 30 km mężczyzn      | 1:36:55,3 h |
| Brąz   | Kalevi Oikarainen, Hannu Taipale, Kalevi Laurila, Eero Mäntyranta | Biegi narciarskie   | Sztafeta 4 × 10 km mężczyzn | 2:10:56,7 h |

## Skład kadry

### Biathlon
Mężczyźni
| Zawodnik                                                    | Konkurencja         | czas biegu | Kary | Łączny czas | Pozycja |
| ----------------------------------------------------------- | ------------------- | ---------- | ---- | ----------- | ------- |
| Arvo Kinnari                                                | Bieg na 20 km       | 1:17:47,9  | 2:00 | 1:19:47,9   | 5.      |
| Kalevi Vähäkylä                                             | Bieg na 20 km       | 1:17:56,5  | 3:00 | 1:20:56,5   | 9.      |
| Yrjö Salpakari                                              | Bieg na 20 km       | 1:20:11,6  | 7:00 | 1:27:11,6   | 25.     |
| Mauno Luukkonen                                             | Bieg na 20 km       | 1:19:15,8  | 9:00 | 1:28:15,8   | 31.     |
| Juhani Suutarinen Heikki Flöjt Kalevi Vähäkylä Arvo Kinnari | Sztafeta 4 × 7,5 km | 2:20:41,8  | 5    | 2:20:41,8   | 5.      |

### Biegi narciarskie
Mężczyźni
| Zawodnik                                                       | Konkurencja        | czas               | Pozycja            |
| -------------------------------------------------------------- | ------------------ | ------------------ | ------------------ |
| Eero Mäntyranta                                                | Bieg na 15 km      | 47:56,1            | srebro             |
| Kalevi Laurila                                                 | Bieg na 15 km      | 48:37,6            | 4.                 |
| Kalevi Oikarainen                                              | Bieg na 15 km      | 49:11,1            | 10.                |
| Hannu Taipale                                                  | Bieg na 15 km      | Nie ukończył biegu | Nie ukończył biegu |
| Eero Mäntyranta                                                | Bieg na 30 km      | 1:36:55,3          | brąz               |
| Kalevi Laurila                                                 | Bieg na 30 km      | 1:37:29,8          | 6.                 |
| Kalevi Oikarainen                                              | Bieg na 30 km      | 1:37:34,4          | 7.                 |
| Arto Tiainen                                                   | Bieg na 30 km      | 1:38:51,1          | 16.                |
| Kalevi Laurila                                                 | Bieg na 50 km      | 2:31:24,9          | 11.                |
| Hannu Taipale                                                  | Bieg na 50 km      | 2:32:37,7          | 14.                |
| Eero Mäntyranta                                                | Bieg na 50 km      | 2:32:53,8          | 15.                |
| Pauli Siitonen                                                 | Bieg na 50 km      | 2:34:31,2          | 19.                |
| Kalevi Oikarainen Hannu Taipale Kalevi Laurila Eero Mäntyranta | Sztafeta 4 × 10 km | 2:10:56,7          | brąz               |

Kobiety
| Zawodnik                                                     | Konkurencja       | czas                | Pozycja             |
| ------------------------------------------------------------ | ----------------- | ------------------- | ------------------- |
| Marjatta Kajosmaa                                            | Bieg na 5 km      | 16:54,6             | 5.                  |
| Senja Pusula                                                 | Bieg na 5 km      | 17:00,3             | 8.                  |
| Marjatta Muttilainen-Olkkonen                                | Bieg na 5 km      | 17:12,4             | 11.                 |
| Helena Kivioja-Takalo                                        | Bieg na 5 km      | 17:46,2             | .                   |
| Marjatta Kajosmaa                                            | Bieg na 10 km     | 38:09,0             | 5.                  |
| Senja Pusula                                                 | Bieg na 10 km     | 39:12,5             | 12.                 |
| Liisa Suihkonen                                              | Bieg na 10 km     | 39:55,3             | 18.                 |
| Helena Kivioja-Takalo                                        | Bieg na 10 km     | Nie ukończyła biegu | Nie ukończyła biegu |
| Senja Pusula Marjatta Muttilainen-Olkkonen Marjatta Kajosmaa | Sztafeta 3 × 5 km | 58:45,1             | 4.                  |

### Hokej na lodzie
Reprezentacja mężczyzn
| - Urpo Ylönen - Ilpo Koskela - Paavo Tirkkonen - Juha Rantasila - Pekka Kuusisto - Lalli Partinen - Seppo Lindström - Matti Reunamäki - Juhani Wahlsten |  | - Matti Keinonen - Lasse Oksanen - Jorma Peltonen - Esa Peltonen - Kari Johansson - Veli-Pekka Ketola - Matti Harju - Pekka Leimu |

Reprezentacja Finlandii rozegrała mecz w rundzie kwalifikacyjnej z reprezentacją Jugosławii Wygrywając 11:2 i tym samym wzięła udział w rozgrywkach grupy A (finałowej) turnieju olimpijskiego, zajmując w niej piąte miejsce.

### Runda kwalifikacyjna
| 4 lutego 1968 | Finlandia | 11:2 | Jugosławia |  |

|  |  |  |  |  |

### Tabela końcowa

#### Grupa A
| Drużyna           | M | Mecze | Mecze | Mecze | Bramki | Bramki | Bramki | Pkt | Uwagi |
| Drużyna           | M | W     | R     | P     | +      | –      | +/-    | Pkt | Uwagi |
| ----------------- | - | ----- | ----- | ----- | ------ | ------ | ------ | --- | ----- |
| ZSRR              | 7 | 6     | 0     | 1     | 48     | 10     | +38    | 12  |       |
| Czechosłowacja    | 7 | 5     | 1     | 1     | 33     | 17     | +16    | 11  |       |
| Kanada            | 7 | 5     | 0     | 2     | 28     | 15     | +13    | 10  |       |
| Szwecja           | 7 | 4     | 1     | 2     | 23     | 18     | +5     | 9   |       |
| Finlandia         | 7 | 3     | 1     | 3     | 17     | 23     | -6     | 7   |       |
| Stany Zjednoczone | 7 | 2     | 1     | 4     | 23     | 28     | -5     | 5   |       |
| RFN               | 7 | 1     | 0     | 6     | 13     | 39     | -26    | 2   |       |
| NRD               | 7 | 0     | 0     | 7     | 13     | 48     | -35    | 0   |       |

Wyniki
| 6 lutego 1968 | ZSRR | 8:0 | Finlandia |  |

|  |  |  |  |  |

| 8 lutego 1968 | Finlandia | 5:2 | Kanada |  |

|  |  |  |  |  |

| 10 lutego 1968 | Czechosłowacja | 4:3 | Finlandia |  |

|  |  |  |  |  |

| 12 lutego 1968 | Szwecja | 5:1 | Finlandia |  |

|  |  |  |  |  |

| 14 lutego 1968 | Finlandia | 3:2 | NRD |  |

|  |  |  |  |  |

| 16 lutego 1968 | Finlandia | 4:1 | RFN |  |

|  |  |  |  |  |

| 17 lutego 1968 | Stany Zjednoczone | 1:1 | Finlandia |  |

|  |  |  |  |  |

### Kombinacja norweska
Mężczyźni
| Zawodnik       | Konkurencja   | Bieg narciarski | Bieg narciarski | Bieg narciarski | Skoki narciarskie | Skoki narciarskie | Skoki narciarskie | Skoki narciarskie | Skoki narciarskie | Skoki narciarskie | Skoki narciarskie | Skoki narciarskie | Łącznie | Pozycja |
| Zawodnik       | Konkurencja   | Czas biegu      | Pozycja         | Punkty          | Skok 1            | Nota              | Skok 2            | Nota              | Skok 3            | Nota              | Punkty            | Pozycja           | Łącznie | Pozycja |
| -------------- | ------------- | --------------- | --------------- | --------------- | ----------------- | ----------------- | ----------------- | ----------------- | ----------------- | ----------------- | ----------------- | ----------------- | ------- | ------- |
| Ilpo Nuolikivi | Indywidualnie | 52:39,6         | 27.             | 186,18          | 65,0              | 87,2              | 66,0              | 90,9              | 67,0              | 87,2              | 178,1             | 34.               | 364,28  | 30.     |
| Esa Klinga     | Indywidualnie | 52:19,7         | 22.             | 190,04          | 60,0              | 80,2              | 64,0              | 86,5              | 62,0              | 80,2              | 166,7             | 37.               | 356,74  | 33.     |
| Raimo Majuri   | Indywidualnie | 53:30,2         | 30.             | 176,48          | 60,5              | 82,3              | 61,5              | 79,5              | 61,5              | 76,7              | 161,8             | 38.               | 338,28  | 36.     |

### Łyżwiarstwo szybkie
Mężczyźni
| Zawodnik       | Konkurencja   | Konkurencja   | Konkurencja    | Konkurencja    | Konkurencja    | Konkurencja    | Konkurencja      | Konkurencja      |
| Zawodnik       | Bieg na 500 m | Bieg na 500 m | Bieg na 1500 m | Bieg na 1500 m | Bieg na 5000 m | Bieg na 5000 m | Bieg na 10 000 m | Bieg na 10 000 m |
| Zawodnik       | Czas          | Miejsce       | Czas           | Miejsce        | Czas           | Miejsce        | Czas             | Miejsce          |
| -------------- | ------------- | ------------- | -------------- | -------------- | -------------- | -------------- | ---------------- | ---------------- |
| Seppo Hänninen | 40,8          | 8.            |                |                |                |                |                  |                  |
| Jouko Launonen | 42,6          | 33.           | 2:07,5         | 14.            | 7:46,5         | 15.            | 16:02,1          | 12.              |
| Kimmo Koskinen | 41,7          | 23.           | 2:07,9         | 18.            | 7:35,9         | 9.             | 16:15,7          | 14.              |
| Olavi Hjellman | 43,1          | 40.           | 2:10,1         | 21.            |                |                |                  |                  |
| Raimo Hietala  |               |               | 2:11,7         | 24.            | 7:54,0         | 17.            | 16:45,9          | 20.              |

Kobiety
| Zawodnik                 | Konkurencja   | Konkurencja   | Konkurencja    | Konkurencja    | Konkurencja    | Konkurencja    | Konkurencja    | Konkurencja    |
| Zawodnik                 | Bieg na 500 m | Bieg na 500 m | Bieg na 1000 m | Bieg na 1000 m | Bieg na 1500 m | Bieg na 1500 m | Bieg na 3000 m | Bieg na 3000 m |
| Zawodnik                 | Czas          | Miejsce       | Czas           | Miejsce        | Czas           | Miejsce        | Czas           | Miejsce        |
| ------------------------ | ------------- | ------------- | -------------- | -------------- | -------------- | -------------- | -------------- | -------------- |
| Kaija Mustonen           | 46,7          | 6.            | 1:33,6         | 4.             | 2:22,4         | złoto          | 5:01,0         | srebro         |
| Kaija-Liisa Keskivitikka | 48,1          | 18.           | 1:34,8         | 8.             | 2:25,8         | 6.             | 5:03,9         | 4.             |
| Arja Kantola             | 47,4          | 12.           | 1:35,45        | 21.            | 2:33,2         | 22.            | 5:30,7         | 24.            |

### Narciarstwo alpejskie
Mężczyźni
| Zawodnik       | Konkurencja     | Konkurencja     | Konkurencja         | Konkurencja         | Konkurencja   | Konkurencja   | Konkurencja             | Konkurencja             | Konkurencja             | Konkurencja             |
| Zawodnik       | Zjazd           | Zjazd           | Slalom gigant       | Slalom gigant       | Slalom gigant | Slalom gigant | Slalom specjalny        | Slalom specjalny        | Slalom specjalny        | Slalom specjalny        |
| Zawodnik       | Czas            | Pozycja         | Czas 1-go przejazdu | Czas 2-go przejazdu | Czas          | Pozycje       | Czas 1-go przejazdu     | Czas 2-go przejazdu     | Czas łączny             | Pozycja                 |
| -------------- | --------------- | --------------- | ------------------- | ------------------- | ------------- | ------------- | ----------------------- | ----------------------- | ----------------------- | ----------------------- |
| Ulf Ekstam     | 2:06,14         | 30.             | 1:53,09             | 1:52,66             | 3:45,75       | 36.           | 52,66                   | 52,26                   | 1:44,92                 | 18.                     |
| Raimo Manninen | Dyskwalifikacja | Dyskwalifikacja | 1:49,92             | 1:52,11             | 3:42,03       | 30.           | Odpadł w kwalifikacjach | Odpadł w kwalifikacjach | Odpadł w kwalifikacjach | Odpadł w kwalifikacjach |

### Skoki narciarskie
Mężczyźni
| Konkurencja            | Skoczek             | Skok 1    | Skok 1 | Skok 2    | Skok 2 | Nota  | Pozycja |
| Konkurencja            | Skoczek             | odległość | Nota   | odległość | Nota   | Nota  | Pozycja |
| ---------------------- | ------------------- | --------- | ------ | --------- | ------ | ----- | ------- |
| Skocznia normalna K-70 | Topi Mattila        | 78,0      | 111,1  | 72,5      | 100,8  | 211,9 | 5.      |
| Skocznia normalna K-70 | Veikko Kankkonen    | 76,0      | 105,9  | 71,5      | 99,2   | 205,1 | 17.     |
| Skocznia normalna K-70 | Juhani Ruotsalainen | 70,0      | 92,3   | 68,0      | 92,1   | 184,4 | 39.     |
| Skocznia normalna K-70 | Heikki Väisänen     | 68,5      | 92,4   | 63,5      | 78,4   | 170,8 | 45.     |
| Skocznia duża K-90     | Veikko Kankkonen    | 89,5      | 94,2   | 89,5      | 94,7   | 188,9 | 24.     |
| Skocznia duża K-90     | Seppo Reijonen      | 87,0      | 84,7   | 85,0      | 85,4   | 170,1 | 40.     |
| Skocznia duża K-90     | Topi Mattila        | 85,0      | 56,4   | 90,5      | 94,1   | 150,5 | 49.     |
| Skocznia duża K-90     | Juhani Ruotsalainen | 78,0      | 71,6   | 80,5      | 77,6   | 149,2 | 50.     |